# 夢幻總教頭

Yahoo! Sports籃球夢幻總教頭的遊戲畫面

《夢幻總教頭》（Fantasy Sport Game）是一種體育經營模擬遊戲。

## 遊戲方式
該遊戲的主要玩法是由多名玩家組成一個聯盟，並且各自挑選球員組成自己的球隊並調整陣容，而這些球員在現實中的表現便會影響玩家的積分。除了許多運動網站如Yahoo Sports、ESPN提供遊戲平台外，一些職業運動聯盟本身也有提供，如2000年，中華職棒聯盟與球魂網站合作，推出夢幻總教頭網路遊戲。